# Scott Jones (cầu thủ bóng đá người Anh)
Scott Jones (sinh ngày 1 tháng 5 năm 1975) là một cựu cầu thủ bóng đá người Anh thi đấu ở vị trí tiền vệ hoặc hậu vệ. Có lẽ ông được nhớ đến nhiều nhất khi ghi một cú đúp khi Barnsley đánh bại Manchester United ở trận đá lại vòng 5 Cúp FA 1998. Sau đó ông tiếp tục thi đấu cho Mansfield Town, Notts County, Bristol Rovers và York City, nơi ông ghi một bàn thắng vào lưới Swansea City.